# جاي رودريغيز (ممثل)
جاي رودريغيز (بالإنجليزية: Jai Rodriguez)‏ هو ممثل أمريكي، ولد في 22 يونيو 1979 في الولايات المتحدة. من الجوائز التي نالها جائزة إيمي.

## أعمال

### مسلسلات
- كيف قابلت أمكما

## جوائز
- جائزة إيمي

## وصلات خارجية
- جاي رودريغيز على موقع IMDb (الإنجليزية)
- جاي رودريغيز على موقع ألو سيني (الفرنسية)
- جاي رودريغيز على موقع ميوزك برينز (الإنجليزية)
- جاي رودريغيز على موقع أول موفي (الإنجليزية)
- جاي رودريغيز على موقع قاعدة بيانات برودواي على الإنترنت (الإنجليزية)
- جاي رودريغيز على موقع إن إن دي بي (الإنجليزية)
- جاي رودريغيز على موقع قاعدة بيانات الفيلم (الإنجليزية)
- جاي رودريغيز على موقع كينوبويسك (الروسية)